# 리청창
리청창(李成昌, 이성창, Henry Lee, 1949년 10월 11일 ~ )은 중화인민공화국 홍콩 특별행정구의 남성 연극배우, 영화배우, 텔레비전 연기자이다.

## 생애
영국령 홍콩에서 출생하여 지난날 한때 중화인민공화국 광둥성 광저우에서 잠시 유아기를 보낸 적이 있는 그의 학력은 고졸 및 2년제 전문대학 중퇴이다. 1970년 연극배우 첫 데뷔하였고 1981년부터는 텔레비전 드라마에도 출연하기 시작하였으며 이듬해 1982년 홍콩 영화 《채운곡(彩雲曲)》의 단역 출연을 통하여 영화배우 데뷔하였다.
그는 영화와 텔레비전 드라마에서 감초 연기로 정평이 나 있다.